# The Bigger Picture (Dream Theater)
The Bigger Picture è un brano musicale del gruppo musicale statunitense Dream Theater, quinta traccia del dodicesimo album in studio Dream Theater, pubblicato il 24 settembre 2013.

## Descrizione
Scritto dal chitarrista John Petrucci, The Bigger Picture è stato definito dal cantante James LaBrie come «un pezzo classico, progressive, piacevole, con molte influenze pop». Il testo della canzone è invece incentrato sull'intero processo della creazione di Dream Theater.
In occasione dell'uscita doi Dream Theater il brano è stato pubblicato in formato 7" all'interno dell'edizione box set dell'album stesso.

## Formazione
Gruppo
- James LaBrie – voce
- John Petrucci – chitarra
- John Myung – basso
- Jordan Rudess – tastiera
- Mike Mangini – batteria

Produzione
- John Petrucci – produzione
- Richard Chycki – registrazione, missaggio
- James "Jimmy T" Meslin – assistenza tecnica
- Kevin Matela – assistenza al missaggio
- Dave Rowland – assistenza al missaggio
- Ted Jensen – mastering